# Campeonato Ecuatoriano de Fútbol Femenino 2016-17
El Campeonato Ecuatoriano de Fútbol Femenino 2016 fue la 4.ª edición de la Serie A Femenina del fútbol ecuatoriano. El torneo fue organizado por la Comisión Nacional de Fútbol Aficionado, anexa a la Federación Ecuatoriana de Fútbol.
Unión Española se proclamó campeón por segunda vez en su historia tras vencer a Espuce en la final con un global de 2-1, consiguiendo de esta manera su primer bicampeonato consecutivo.

## Sistema de competición
El campeonato estuvo conformado por tres etapas:
En la primera etapa, los 12 equipos participantes se dividieron en 2 grupos de 6 equipos cada uno, jugando bajo el sistema de todos contra todos en partidos de ida y vuelta. Los 4 mejores ubicados de cada grupo clasificaron a la segunda etapa, mientras que los 2 peores ubicados de cada grupo clasificaron al cuadrangular del descenso.
En la segunda etapa, los 8 equipos clasificados de la etapa anterior se dividieron en 2 grupos de 4 equipos cada uno, jugando bajo el sistema de todos contra todos en partidos de ida y vuelta. Los 2 mejores ubicados de cada grupo clasificaron a la tercera etapa, mientras que en el cuadrangular del descenso, los 2 peores ubicados descendieron a la Serie B.
En la tercera etapa, los 4 equipos clasificados de la etapa anterior se enfrentaron en semifinales en partidos de ida y vuelta. Los 2 clubes perdedores de la fase semifinal disputaron el tercer puesto, mientras que los 2 ganadores disputaron la final del campeonato en partidos de ida y vuelta, decidiendo de esta manera al campeón del torneo, siendo a su vez, el clasificado a la Copa Libertadores Femenina 2017.

## Equipos participantes

### Relevo anual de clubes
| Pos | Descendidos a la Serie B                   |
| --- | ------------------------------------------ |
| 6.° | Unión (Último en el Grupo A Segunda Etapa) |

| Pos | Ascendidos a la Serie A             |
| --- | ----------------------------------- |
| 1.° | Espe (Campeón de la Serie B)        |
| 2.° | Carneras (Subcampeón de la Serie B) |

### Información de los equipos
| Equipo                    | Ciudad       | Provincia   |
| ------------------------- | ------------ | ----------- |
| Carneras                  | Cuenca       | Azuay       |
| Cumandá                   | Puyo         | Pastaza     |
| Espe                      | Machachi     | Pichincha   |
| Espuce                    | Quito        | Pichincha   |
| Galápagos Sporting Club   | Puerto Ayora | Galápagos   |
| Grupo Siete               | Montecristi  | Manabí      |
| Liga de Quito Amateur     | Quito        | Pichincha   |
| Quito                     | Quito        | Pichincha   |
| Siete de Febrero          | Babahoyo     | Los Ríos    |
| Talleres Emanuel          | Santa Elena  | Santa Elena |
| Unión Española            | Guayaquil    | Guayas      |
| Universidad San Francisco | Quito        | Pichincha   |

### Equipos por ubicación geográfica
| Provincia   | N.º | Equipos                                                                     |
| ----------- | --- | --------------------------------------------------------------------------- |
| Pichincha   | 5   | - Espe - Espuce - Liga de Quito Amateur - Quito - Universidad San Francisco |
| Guayas      | 1   | - Unión Española                                                            |
| Galápagos   | 1   | - Galápagos                                                                 |
| Azuay       | 1   | - Carneras                                                                  |
| Los Ríos    | 1   | - Siete de Febrero                                                          |
| Manabí      | 1   | - Grupo Siete                                                               |
| Pastaza     | 1   | - Cumandá                                                                   |
| Santa Elena | 1   | - Talleres Emanuel                                                          |

| Espuce Liga de Quito Amateur Quito Universidad San Francisco Galápagos Unión Española Espe Grupo Siete Cumandá Siete de Febrero Talleres Emanuel Carneras |

## Primera etapa

### Grupo A

#### Clasificación
|  |    | Equipo           | PJ | PG | PE | PP | GF | GC | DG  | PTS |
|  | -- | ---------------- | -- | -- | -- | -- | -- | -- | --- | --- |
|  | 1. | Unión Española   | 9  | 8  | 1  | 0  | 47 | 8  | +39 | 25  |
|  | 2. | Siete de Febrero | 10 | 6  | 2  | 2  | 23 | 17 | +6  | 20  |
|  | 3. | Talleres Emanuel | 10 | 6  | 1  | 3  | 23 | 19 | +4  | 19  |
|  | 4. | Carneras         | 9  | 4  | 2  | 3  | 20 | 13 | +7  | 14  |
|  | 5. | Galápagos        | 10 | 1  | 1  | 8  | 7  | 29 | -22 | 4   |
|  | 6. | Grupo Siete      | 10 | 0  | 1  | 9  | 8  | 42 | -34 | 1   |

|  | Clasificaron a la segunda etapa.           |
|  | Clasificaron al cuadrangular del descenso. |

##### Evolución de la clasificación
| Equipo / Fecha   | 01 | 02 | 03 | 04 | 05 | 06 | 07 | 08 | 09 | 10 |
| ---------------- | -- | -- | -- | -- | -- | -- | -- | -- | -- | -- |
| Unión Española   | 1  | 1  | 1  | 1  | 1  | 1  | 1  | 1  | 1  | 1  |
| Siete de Febrero | 3  | 2  | 2  | 2  | 2  | 2  | 2  | 2  | 2  | 2  |
| Talleres Emanuel | 4  | 4  | 3  | 4  | 3  | 3  | 4  | 4  | 3  | 3  |
| Carneras         | 6  | 5  | 5  | 3  | 4  | 4  | 3  | 3  | 4  | 4  |
| Galápagos        | 2  | 3  | 4  | 5  | 5  | 5  | 5  | 5  | 5  | 5  |
| Grupo Siete      | 5  | 6  | 6  | 6  | 6  | 6  | 6  | 6  | 6  | 6  |

#### Resultados
| Fecha 1 | Fecha 1          | Fecha 1   | Fecha 1          | Fecha 1 | Fecha 1           | Fecha 1      | Fecha 1 |
|         | Local            | Resultado | Visitante        |         | Estadio           | Fecha        | Hora    |
| ------- | ---------------- | --------- | ---------------- | ------- | ----------------- | ------------ | ------- |
|         | Unión Española   | 3 - 0     | Carneras         |         | Fedenador         | 1 de octubre | 11ː00   |
|         | Galápagos        | 2 - 0     | Grupo Siete      |         | Fedenador         | 1 de octubre | 13ː00   |
|         | Siete de Febrero | 3 - 2     | Talleres Emanuel |         | Rafael Vera Yépez | 2 de octubre | 14ː00   |

| Fecha 2 | Fecha 2        | Fecha 2   | Fecha 2          | Fecha 2 | Fecha 2             | Fecha 2      | Fecha 2 |
|         | Local          | Resultado | Visitante        |         | Estadio             | Fecha        | Hora    |
| ------- | -------------- | --------- | ---------------- | ------- | ------------------- | ------------ | ------- |
|         | Unión Española | 7 - 1     | Galápagos        |         | Fedenador           | 8 de octubre | 11ː00   |
|         | Carneras       | 1 - 1     | Talleres Emanuel |         | Valeriano Gavinelli | 8 de octubre | 11ː30   |
|         | Grupo Siete    | 1 - 4     | Siete de Febrero |         | Reales Tamarindos   | 8 de octubre | 15:00   |

| Fecha 3 | Fecha 3          | Fecha 3   | Fecha 3        | Fecha 3 | Fecha 3           | Fecha 3       | Fecha 3 |
|         | Local            | Resultado | Visitante      |         | Estadio           | Fecha         | Hora    |
| ------- | ---------------- | --------- | -------------- | ------- | ----------------- | ------------- | ------- |
|         | Siete de Febrero | 1 - 1     | Unión Española |         | Rafael Vera Yépez | 15 de octubre | 11:00   |
|         | Talleres Emanuel | 3 - 1     | Grupo Siete    |         | Olón              | 15 de octubre | 15:00   |
|         | Galápagos        | 0 - 3     | Carneras       |         | Fedenador         | 16 de octubre | 11:00   |

| Fecha 4 | Fecha 4        | Fecha 4   | Fecha 4          | Fecha 4 | Fecha 4             | Fecha 4       | Fecha 4 |
|         | Local          | Resultado | Visitante        |         | Estadio             | Fecha         | Hora    |
| ------- | -------------- | --------- | ---------------- | ------- | ------------------- | ------------- | ------- |
|         | Carneras       | 5 - 1     | Grupo Siete      |         | Valeriano Gavinelli | 22 de octubre | 11:30   |
|         | Unión Española | 5 - 3     | Talleres Emanuel |         | Fedenador           | 23 de octubre | 11:00   |
|         | Galápagos      | 0 - 2     | Siete de Febrero |         | Fedenador           | 23 de octubre | 13:00   |

| Fecha 5 | Fecha 5          | Fecha 5   | Fecha 5        | Fecha 5 | Fecha 5           | Fecha 5       | Fecha 5 |
|         | Local            | Resultado | Visitante      |         | Estadio           | Fecha         | Hora    |
| ------- | ---------------- | --------- | -------------- | ------- | ----------------- | ------------- | ------- |
|         | Siete de Febrero | 3 - 2     | Carneras       |         | Rafael Vera Yépez | 29 de octubre | 12:00   |
|         | Talleres Emanuel | 1 - 0     | Galápagos      |         | El Tablazo        | 29 de octubre | 14:00   |
|         | Grupo Siete      | 0 - 8     | Unión Española |         | Reales Tamarindos | 30 de octubre | 11:00   |

| Fecha 6 | Fecha 6        | Fecha 6   | Fecha 6          | Fecha 6 | Fecha 6             | Fecha 6        | Fecha 6 |
|         | Local          | Resultado | Visitante        |         | Estadio             | Fecha          | Hora    |
| ------- | -------------- | --------- | ---------------- | ------- | ------------------- | -------------- | ------- |
|         | Galápagos      | 1 - 2     | Talleres Emanuel |         | Fedenador           | 2 de noviembre | 10:00   |
|         | Carneras       | 2 - 2     | Siete de Febrero |         | Valeriano Gavinelli | 2 de noviembre | 11:30   |
|         | Unión Española | 8 - 1     | Grupo Siete      |         | Fedenador           | 2 de noviembre | 12:00   |

| Fecha 7 | Fecha 7          | Fecha 7   | Fecha 7        | Fecha 7 | Fecha 7           | Fecha 7         | Fecha 7 |
|         | Local            | Resultado | Visitante      |         | Estadio           | Fecha           | Hora    |
| ------- | ---------------- | --------- | -------------- | ------- | ----------------- | --------------- | ------- |
|         | Talleres Emanuel | 1 - 4     | Unión Española |         | El Tablazo        | 12 de noviembre | 10:00   |
|         | Siete de Febrero | 3 - 1     | Galápagos      |         | Rafael Vera Yépez | 12 de noviembre | 11:00   |
|         | Grupo Siete      | 0 - 4     | Carneras       |         | Paján             | 12 de noviembre | 14:00   |

| Fecha 8 | Fecha 8        | Fecha 8   | Fecha 8          | Fecha 8 | Fecha 8             | Fecha 8         | Fecha 8 |
|         | Local          | Resultado | Visitante        |         | Estadio             | Fecha           | Hora    |
| ------- | -------------- | --------- | ---------------- | ------- | ------------------- | --------------- | ------- |
|         | Carneras       | 3 - 0     | Galápagos        |         | Valeriano Gavinelli | 19 de noviembre | 10:00   |
|         | Unión Española | 4 - 0     | Siete de Febrero |         | Fedenador           | 19 de noviembre | 11:00   |
|         | Grupo Siete    | 2 - 4     | Talleres Emanuel |         | Reales Tamarindos   | 19 de noviembre | 14:00   |

| Fecha 9 | Fecha 9          | Fecha 9   | Fecha 9        | Fecha 9 | Fecha 9           | Fecha 9         | Fecha 9 |
|         | Local            | Resultado | Visitante      |         | Estadio           | Fecha           | Hora    |
| ------- | ---------------- | --------- | -------------- | ------- | ----------------- | --------------- | ------- |
|         | Siete de Febrero | 3 - 1     | Grupo Siete    |         | Rafael Vera Yépez | 26 de noviembre | 11:00   |
|         | Galápagos        | 1 - 7     | Unión Española |         | Fedenador         | 26 de noviembre | 12:00   |
|         | Talleres Emanuel | 3 - 0     | Carneras       |         | Colonche          | 27 de noviembre | 10:00   |

| Fecha 10 | Fecha 10         | Fecha 10  | Fecha 10         | Fecha 10 | Fecha 10          | Fecha 10       | Fecha 10  |
|          | Local            | Resultado | Visitante        |          | Estadio           | Fecha          | Hora      |
| -------- | ---------------- | --------- | ---------------- | -------- | ----------------- | -------------- | --------- |
|          | Talleres Emanuel | 3 - 2     | Siete de febrero |          | El Tablazo        | 3 de diciembre | 14:00     |
|          | Grupo Siete      | 1 - 1     | Galápagos S.C    |          | Reales Tamarindos | 4 de diciembre | 15:00     |
|          | Carneras         | -         | Unión Española   |          | Cancelado         | Cancelado      | Cancelado |

### Grupo B

#### Clasificación
|  |    | Equipo                    | PJ | PG | PE | PP | GF | GC | DG  | PTS |
|  | -- | ------------------------- | -- | -- | -- | -- | -- | -- | --- | --- |
|  | 1. | Quito                     | 10 | 5  | 3  | 2  | 18 | 12 | +6  | 18  |
|  | 2. | Espuce                    | 10 | 5  | 3  | 2  | 18 | 14 | +4  | 18  |
|  | 3. | Liga de Quito Amateur     | 10 | 3  | 5  | 2  | 18 | 13 | +5  | 14  |
|  | 4. | Cumandá                   | 10 | 3  | 4  | 3  | 14 | 16 | -2  | 13  |
|  | 5. | Universidad San Francisco | 10 | 2  | 5  | 3  | 13 | 15 | -2  | 11  |
|  | 6. | Espe                      | 10 | 1  | 2  | 7  | 10 | 21 | -11 | 5   |

|  | Clasificaron a la segunda etapa.           |
|  | Clasificaron al cuadrangular del descenso. |

##### Evolución de la clasificación
| Equipo / Fecha            | 01 | 02 | 03 | 04 | 05 | 06 | 07 | 08 | 09 | 10 |
| ------------------------- | -- | -- | -- | -- | -- | -- | -- | -- | -- | -- |
| Quito                     | 1  | 3  | 2  | 1  | 1  | 1  | 1  | 1  | 1  | 1  |
| Espuce                    | 2  | 1  | 1  | 2  | 3  | 3  | 2  | 2  | 2  | 2  |
| Liga de Quito Amateur     | 3  | 4  | 4  | 5  | 2  | 2  | 3  | 3  | 3  | 3  |
| Cumandá                   | 5  | 5  | 5  | 6  | 5  | 5  | 4  | 5  | 5  | 4  |
| Universidad San Francisco | 4  | 6  | 6  | 3  | 4  | 4  | 5  | 4  | 4  | 5  |
| Espe                      | 6  | 2  | 3  | 4  | 6  | 6  | 6  | 6  | 6  | 6  |

#### Resultados
| Fecha 1 | Fecha 1               | Fecha 1   | Fecha 1                   | Fecha 1 | Fecha 1              | Fecha 1      | Fecha 1 |
|         | Local                 | Resultado | Visitante                 |         | Estadio              | Fecha        | Hora    |
| ------- | --------------------- | --------- | ------------------------- | ------- | -------------------- | ------------ | ------- |
|         | Liga de Quito Amateur | 1 - 1     | Universidad San Francisco |         | Casa de la Selección | 1 de octubre | 14:00   |
|         | Espuce                | 1 - 0     | Espe                      |         | Guayllabamba         | 2 de octubre | 10:00   |
|         | Quito                 | 3 - 2     | Cumandá                   |         | Casa de la Selección | 2 de octubre | 14:00   |

| Fecha 2 | Fecha 2 | Fecha 2   | Fecha 2                   | Fecha 2 | Fecha 2      | Fecha 2      | Fecha 2 |
|         | Local   | Resultado | Visitante                 |         | Estadio      | Fecha        | Hora    |
| ------- | ------- | --------- | ------------------------- | ------- | ------------ | ------------ | ------- |
|         | Espe    | 3 - 1     | Universidad San Francisco |         | El Chan      | 8 de octubre | 11:00   |
|         | Espuce  | 4 - 2     | Quito                     |         | Guayllabamba | 9 de octubre | 10:00   |
|         | Cumandá | 1 - 1     | Liga de Quito Amateur     |         | La Cocha     | 9 de octubre | 14:00   |

| Fecha 3 | Fecha 3                   | Fecha 3   | Fecha 3   | Fecha 3 | Fecha 3              | Fecha 3       | Fecha 3 |
|         | Local                     | Resultado | Visitante |         | Estadio              | Fecha         | Hora    |
| ------- | ------------------------- | --------- | --------- | ------- | -------------------- | ------------- | ------- |
|         | Quito                     | 3 - 2     | Espe      |         | Casa de la Selección | 15 de octubre | 11:00   |
|         | Liga de Quito Amateur     | 1 - 1     | Espuce    |         | Casa de la Selección | 15 de octubre | 14:00   |
|         | Universidad San Francisco | 3 - 3     | Cumandá   |         | Francisco Reinoso    | 15 de octubre | 20:00   |

| Fecha 4 | Fecha 4 | Fecha 4   | Fecha 4                   | Fecha 4 | Fecha 4              | Fecha 4       | Fecha 4 |
|         | Local   | Resultado | Visitante                 |         | Estadio              | Fecha         | Hora    |
| ------- | ------- | --------- | ------------------------- | ------- | -------------------- | ------------- | ------- |
|         | Espe    | 1 - 1     | Cumandá                   |         | El Chan              | 22 de octubre | 11:00   |
|         | Espuce  | 0 - 3     | Universidad San Francisco |         | Guayllabamba         | 23 de octubre | 10:00   |
|         | Quito   | 0 - 0     | Liga de Quito Amateur     |         | Casa de la Selección | 23 de octubre | 10:00   |

| Fecha 5 | Fecha 5                   | Fecha 5   | Fecha 5   | Fecha 5 | Fecha 5              | Fecha 5       | Fecha 5 |
|         | Local                     | Resultado | Visitante |         | Estadio              | Fecha         | Hora    |
| ------- | ------------------------- | --------- | --------- | ------- | -------------------- | ------------- | ------- |
|         | Liga de Quito Amateur     | 2 - 1     | Espe      |         | Casa de la Selección | 29 de octubre | 15:00   |
|         | Cumandá                   | 1 - 0     | Espuce    |         | La Cocha             | 30 de octubre | 14:00   |
|         | Universidad San Francisco | 1 - 1     | Quito     |         | Francisco Reinoso    | 30 de octubre | 17:00   |

| Fecha 6 | Fecha 6 | Fecha 6   | Fecha 6                   | Fecha 6 | Fecha 6              | Fecha 6        | Fecha 6 |
|         | Local   | Resultado | Visitante                 |         | Estadio              | Fecha          | Hora    |
| ------- | ------- | --------- | ------------------------- | ------- | -------------------- | -------------- | ------- |
|         | Quito   | 2 - 0     | Universidad San Francisco |         | Casa de la Selección | 2 de noviembre | 12:00   |
|         | Espuce  | 5 - 2     | Cumandá                   |         | Guayllabamba         | 2 de noviembre | 12:00   |
|         | Espe    | 2 - 6     | Liga de Quito Amateur     |         | El Chan              | 2 de noviembre | 13:00   |

| Fecha 7 | Fecha 7                   | Fecha 7   | Fecha 7   | Fecha 7 | Fecha 7              | Fecha 7         | Fecha 7 |
|         | Local                     | Resultado | Visitante |         | Estadio              | Fecha           | Hora    |
| ------- | ------------------------- | --------- | --------- | ------- | -------------------- | --------------- | ------- |
|         | Liga de Quito Amateur     | 1 - 2     | Quito     |         | Casa de la Selección | 12 de noviembre | 15:30   |
|         | Cumandá                   | 1 - 0     | Espe      |         | La Cocha             | 13 de noviembre | 14:00   |
|         | Universidad San Francisco | 2 - 2     | Espuce    |         | Francisco Reinoso    | 13 de noviembre | 16:00   |

| Fecha 8 | Fecha 8 | Fecha 8   | Fecha 8                   | Fecha 8 | Fecha 8              | Fecha 8         | Fecha 8 |
|         | Local   | Resultado | Visitante                 |         | Estadio              | Fecha           | Hora    |
| ------- | ------- | --------- | ------------------------- | ------- | -------------------- | --------------- | ------- |
|         | Espe    | 0 - 4     | Quito                     |         | Casa de la Selección | 20 de noviembre | 10:00   |
|         | Espuce  | 2 - 1     | Liga de Quito Amateur     |         | Guayllabamba         | 20 de noviembre | 10:00   |
|         | Cumandá | 0 - 1     | Universidad San Francisco |         | La Cocha             | 20 de noviembre | 14:00   |

| Fecha 9 | Fecha 9                   | Fecha 9   | Fecha 9   | Fecha 9 | Fecha 9              | Fecha 9         | Fecha 9 |
|         | Local                     | Resultado | Visitante |         | Estadio              | Fecha           | Hora    |
| ------- | ------------------------- | --------- | --------- | ------- | -------------------- | --------------- | ------- |
|         | Liga de Quito Amateur     | 2 - 2     | Cumandá   |         | Casa de la Selección | 26 de noviembre | 13:00   |
|         | Quito                     | 1 - 1     | Espuce    |         | Casa de la Selección | 26 de noviembre | 15:00   |
|         | Universidad San Francisco | 0 - 0     | Espe      |         | Francisco Reinoso    | 27 de noviembre | 16:00   |

| Fecha 10 | Fecha 10                  | Fecha 10  | Fecha 10              | Fecha 10 | Fecha 10             | Fecha 10        | Fecha 10 |
|          | Local                     | Resultado | Visitante             |          | Estadio              | Fecha           | Hora     |
| -------- | ------------------------- | --------- | --------------------- | -------- | -------------------- | --------------- | -------- |
|          | Espe                      | 1 - 2     | Espuce                |          | Casa de la Selección | 11 de diciembre | 14:00    |
|          | Cumandá                   | 1 - 0     | Quito                 |          | La Cocha             | 11 de diciembre | 14:00    |
|          | Universidad San Francisco | 1 - 3     | Liga de Quito Amateur |          | Francisco Reinoso    | 11 de diciembre | 14:00    |

## Segunda etapa

### Grupo A

#### Clasificación
|  |    | Equipo           | PJ | PG | PE | PP | GF | GC | DG | PTS |
|  | -- | ---------------- | -- | -- | -- | -- | -- | -- | -- | --- |
|  | 1. | Unión Española   | 6  | 4  | 1  | 1  | 13 | 6  | +7 | 13  |
|  | 2. | Espuce           | 6  | 4  | 0  | 2  | 12 | 11 | +1 | 12  |
|  | 3. | Talleres Emanuel | 5  | 1  | 1  | 3  | 6  | 10 | -4 | 4   |
|  | 4. | Cumandá          | 5  | 0  | 2  | 3  | 9  | 13 | -4 | 2   |

|  | Clasificaron a la tercera etapa. |

##### Evolución de la clasificación
| Equipo / Fecha   | 01 | 02 | 03 | 04 | 05 | 06 |
| ---------------- | -- | -- | -- | -- | -- | -- |
| Unión Española   | 4  | 4  | 3  | 2  | 2  | 1  |
| Espuce           | 1  | 2  | 1  | 1  | 1  | 2  |
| Talleres Emanuel | 2  | 1  | 2  | 3  | 3  | 3  |
| Cumandá          | 3  | 3  | 4  | 4  | 4  | 4  |

#### Resultados
| Fecha 1 | Fecha 1          | Fecha 1   | Fecha 1   | Fecha 1 | Fecha 1    | Fecha 1     | Fecha 1 |
|         | Local            | Resultado | Visitante |         | Estadio    | Fecha       | Hora    |
| ------- | ---------------- | --------- | --------- | ------- | ---------- | ----------- | ------- |
|         | Talleres Emanuel | 2 - 2     | Cumandá   |         | El Tablazo | 14 de enero | 11:00   |
|         | Unión Española   | 1 - 2     | Espuce    |         | Fedenador  | 14 de enero | 12:00   |

| Fecha 2 | Fecha 2 | Fecha 2   | Fecha 2          | Fecha 2 | Fecha 2      | Fecha 2     | Fecha 2 |
|         | Local   | Resultado | Visitante        |         | Estadio      | Fecha       | Hora    |
| ------- | ------- | --------- | ---------------- | ------- | ------------ | ----------- | ------- |
|         | Espuce  | 1 - 3     | Talleres Emanuel |         | Guayllabamba | 22 de enero | 12:00   |
|         | Cumandá | 1 - 1     | Unión Española   |         | La Cocha     | 22 de enero | 14:00   |

| Fecha 3 | Fecha 3          | Fecha 3   | Fecha 3        | Fecha 3 | Fecha 3      | Fecha 3     | Fecha 3 |
|         | Local            | Resultado | Visitante      |         | Estadio      | Fecha       | Hora    |
| ------- | ---------------- | --------- | -------------- | ------- | ------------ | ----------- | ------- |
|         | Talleres Emanuel | 0 - 1     | Unión Española |         | Olón         | 28 de enero | 15:00   |
|         | Espuce           | 4 - 2     | Cumandá        |         | Guayllabamba | 29 de enero | 12:00   |

| Fecha 4 | Fecha 4        | Fecha 4   | Fecha 4          | Fecha 4 | Fecha 4   | Fecha 4      | Fecha 4 |
|         | Local          | Resultado | Visitante        |         | Estadio   | Fecha        | Hora    |
| ------- | -------------- | --------- | ---------------- | ------- | --------- | ------------ | ------- |
|         | Unión Española | 3 - 0     | Talleres Emanuel |         | Fedenador | 4 de febrero | 11:00   |
|         | Cumandá        | 1 - 2     | Espuce           |         | La Cocha  | 5 de febrero | 14:00   |

| Fecha 5 | Fecha 5          | Fecha 5   | Fecha 5   | Fecha 5 | Fecha 5    | Fecha 5       | Fecha 5 |
|         | Local            | Resultado | Visitante |         | Estadio    | Fecha         | Hora    |
| ------- | ---------------- | --------- | --------- | ------- | ---------- | ------------- | ------- |
|         | Unión Española   | 4 - 3     | Cumandá   |         | Fedenador  | 11 de febrero | 11:00   |
|         | Talleres Emanuel | 1 - 3     | Espuce    |         | El Tablazo | 11 de febrero | 17:00   |

| Fecha 6 | Fecha 6 | Fecha 6   | Fecha 6          | Fecha 6 | Fecha 6        | Fecha 6        | Fecha 6        |
|         | Local   | Resultado | Visitante        |         | Estadio        | Fecha          | Hora           |
| ------- | ------- | --------- | ---------------- | ------- | -------------- | -------------- | -------------- |
|         | Espuce  | 0 - 3     | Unión Española   |         | Guayllabamba   | 5 de marzo     | 10:00          |
|         | Cumandá | -         | Talleres Emanuel |         | No se programó | No se programó | No se programó |

### Grupo B

#### Clasificación
|  |    | Equipo                | PJ | PG | PE | PP | GF | GC | DG  | PTS |
|  | -- | --------------------- | -- | -- | -- | -- | -- | -- | --- | --- |
|  | 1. | Quito                 | 6  | 4  | 2  | 0  | 17 | 6  | +11 | 14  |
|  | 2. | Siete de Febrero      | 6  | 2  | 2  | 2  | 9  | 11 | -2  | 8   |
|  | 3. | Liga de Quito Amateur | 6  | 2  | 1  | 3  | 11 | 12 | -1  | 7   |
|  | 4. | Carneras              | 6  | 1  | 1  | 4  | 5  | 13 | -8  | 4   |

|  | Clasificaron a la tercera etapa. |

##### Evolución de la clasificación
| Equipo / Fecha        | 01 | 02 | 03 | 04 | 05 | 06 |
| --------------------- | -- | -- | -- | -- | -- | -- |
| Quito                 | 2  | 2  | 1  | 1  | 1  | 1  |
| Siete de Febrero      | 3  | 3  | 3  | 2  | 2  | 2  |
| Liga de Quito Amateur | 1  | 1  | 2  | 3  | 3  | 3  |
| Carneras              | 4  | 4  | 4  | 4  | 4  | 4  |

#### Resultados
| Fecha 1 | Fecha 1  | Fecha 1   | Fecha 1               | Fecha 1 | Fecha 1              | Fecha 1     | Fecha 1 |
|         | Local    | Resultado | Visitante             |         | Estadio              | Fecha       | Hora    |
| ------- | -------- | --------- | --------------------- | ------- | -------------------- | ----------- | ------- |
|         | Quito    | 3 - 0     | Siete de Febrero      |         | Casa de la Selección | 14 de enero | 10:00   |
|         | Carneras | 0 - 4     | Liga de Quito Amateur |         | Valeriano Gavinelli  | 14 de enero | 11:00   |

| Fecha 2 | Fecha 2               | Fecha 2   | Fecha 2   | Fecha 2 | Fecha 2              | Fecha 2     | Fecha 2 |
|         | Local                 | Resultado | Visitante |         | Estadio              | Fecha       | Hora    |
| ------- | --------------------- | --------- | --------- | ------- | -------------------- | ----------- | ------- |
|         | Liga de Quito Amateur | 2 - 2     | Quito     |         | Casa de la Selección | 21 de enero | 14:00   |
|         | Siete de Febrero      | 0 - 0     | Carneras  |         | Ventanas             | 22 de enero | 11:00   |

| Fecha 3 | Fecha 3               | Fecha 3   | Fecha 3          | Fecha 3 | Fecha 3              | Fecha 3     | Fecha 3 |
|         | Local                 | Resultado | Visitante        |         | Estadio              | Fecha       | Hora    |
| ------- | --------------------- | --------- | ---------------- | ------- | -------------------- | ----------- | ------- |
|         | Carneras              | 1 - 2     | Quito            |         | Valeriano Gavinelli  | 28 de enero | 11:00   |
|         | Liga de Quito Amateur | 1 - 2     | Siete de Febrero |         | Casa de la Selección | 28 de enero | 14:00   |

| Fecha 4 | Fecha 4          | Fecha 4   | Fecha 4               | Fecha 4 | Fecha 4              | Fecha 4      | Fecha 4 |
|         | Local            | Resultado | Visitante             |         | Estadio              | Fecha        | Hora    |
| ------- | ---------------- | --------- | --------------------- | ------- | -------------------- | ------------ | ------- |
|         | Siete de Febrero | 4 - 2     | Liga de Quito Amateur |         | Ventanas             | 4 de febrero | 11:00   |
|         | Quito            | 4 - 1     | Carneras              |         | Casa de la Selección | 4 de febrero | 13:30   |

| Fecha 5 | Fecha 5  | Fecha 5   | Fecha 5               | Fecha 5 | Fecha 5              | Fecha 5       | Fecha 5 |
|         | Local    | Resultado | Visitante             |         | Estadio              | Fecha         | Hora    |
| ------- | -------- | --------- | --------------------- | ------- | -------------------- | ------------- | ------- |
|         | Quito    | 4 - 0     | Liga de Quito Amateur |         | Casa de la Selección | 11 de febrero | 10:00   |
|         | Carneras | 3 - 1     | Siete de Febrero      |         | Valeriano Gavinelli  | 11 de febrero | 11:00   |

| Fecha 6 | Fecha 6               | Fecha 6   | Fecha 6   | Fecha 6 | Fecha 6              | Fecha 6    | Fecha 6 |
|         | Local                 | Resultado | Visitante |         | Estadio              | Fecha      | Hora    |
| ------- | --------------------- | --------- | --------- | ------- | -------------------- | ---------- | ------- |
|         | Liga de Quito Amateur | 2 - 0     | Carneras  |         | Casa de la Selección | 5 de marzo | 10:00   |
|         | Siete de Febrero      | 2 - 2     | Quito     |         | Ventanas             | 5 de marzo | 10:00   |

### Cuadrangular del descenso

#### Clasificación
|  |    | Equipo                    | PJ | PG | PE | PP | GF | GC | DG  | PTS |
|  | -- | ------------------------- | -- | -- | -- | -- | -- | -- | --- | --- |
|  | 1. | Universidad San Francisco | 6  | 5  | 0  | 1  | 15 | 3  | +12 | 15  |
|  | 2. | Espe                      | 6  | 4  | 1  | 1  | 21 | 3  | +18 | 13  |
|  | 3. | Galápagos                 | 6  | 2  | 1  | 3  | 10 | 10 | 0   | 7   |
|  | 4. | Grupo Siete               | 6  | 0  | 0  | 6  | 1  | 31 | -30 | 0   |

|  | Descendieron a la Serie B 2017-18. |

##### Evolución de la clasificación
| Equipo / Fecha            | 01 | 02 | 03 | 04 | 05 | 06 |
| ------------------------- | -- | -- | -- | -- | -- | -- |
| Universidad San Francisco | 1  | 3  | 2  | 2  | 1  | 1  |
| Espe                      | 2  | 2  | 1  | 1  | 2  | 2  |
| Galápagos                 | 3  | 1  | 3  | 3  | 3  | 3  |
| Grupo Siete               | 4  | 4  | 4  | 4  | 4  | 4  |

#### Resultados
| Fecha 1 | Fecha 1     | Fecha 1   | Fecha 1                   | Fecha 1 | Fecha 1 | Fecha 1     | Fecha 1 |
|         | Local       | Resultado | Visitante                 |         | Estadio | Fecha       | Hora    |
| ------- | ----------- | --------- | ------------------------- | ------- | ------- | ----------- | ------- |
|         | Espe        | 0 - 0     | Galápagos                 |         | El Chan | 15 de enero | 09:00   |
|         | Grupo Siete | 1 - 5     | Universidad San Francisco |         | Paján   | 15 de enero | 11:00   |

| Fecha 2 | Fecha 2   | Fecha 2   | Fecha 2                   | Fecha 2 | Fecha 2   | Fecha 2     | Fecha 2 |
|         | Local     | Resultado | Visitante                 |         | Estadio   | Fecha       | Hora    |
| ------- | --------- | --------- | ------------------------- | ------- | --------- | ----------- | ------- |
|         | Galápagos | 6 - 0     | Grupo Siete               |         | Fedenador | 22 de enero | 11:00   |
|         | Espe      | 1 - 0     | Universidad San Francisco |         | El Chan   | 22 de enero | 15:00   |

| Fecha 3 | Fecha 3                   | Fecha 3   | Fecha 3   | Fecha 3 | Fecha 3                       | Fecha 3     | Fecha 3 |
|         | Local                     | Resultado | Visitante |         | Estadio                       | Fecha       | Hora    |
| ------- | ------------------------- | --------- | --------- | ------- | ----------------------------- | ----------- | ------- |
|         | Universidad San Francisco | 3 - 0     | Galápagos |         | Francisco Reinoso             | 29 de enero | 10:00   |
|         | Grupo Siete               | 0 - 11    | Espe      |         | Colegio de Ingenieros Civiles | 29 de enero | 14:00   |

| Fecha 4 | Fecha 4   | Fecha 4   | Fecha 4                   | Fecha 4 | Fecha 4   | Fecha 4      | Fecha 4 |
|         | Local     | Resultado | Visitante                 |         | Estadio   | Fecha        | Hora    |
| ------- | --------- | --------- | ------------------------- | ------- | --------- | ------------ | ------- |
|         | Galápagos | 0 - 2     | Universidad San Francisco |         | Fedenador | 4 de febrero | 13:00   |
|         | Espe      | 3 - 0     | Grupo Siete               |         | El Chan   | 5 de febrero | 16:00   |

| Fecha 5 | Fecha 5                   | Fecha 5   | Fecha 5   | Fecha 5 | Fecha 5           | Fecha 5        | Fecha 5        |
|         | Local                     | Resultado | Visitante |         | Estadio           | Fecha          | Hora           |
| ------- | ------------------------- | --------- | --------- | ------- | ----------------- | -------------- | -------------- |
|         | Universidad San Francisco | 2 - 1     | Espe      |         | Francisco Reinoso | 12 de febrero  | 16:00          |
|         | Grupo Siete               | 0 - 3     | Galápagos |         | No se programó    | No se programó | No se programó |

| Fecha 6 | Fecha 6                   | Fecha 6   | Fecha 6     | Fecha 6 | Fecha 6        | Fecha 6        | Fecha 6        |
|         | Local                     | Resultado | Visitante   |         | Estadio        | Fecha          | Hora           |
| ------- | ------------------------- | --------- | ----------- | ------- | -------------- | -------------- | -------------- |
|         | Galápagos                 | 1 - 5     | Espe        |         | Fedenador      | 5 de marzo     | 11:00          |
|         | Universidad San Francisco | 3 - 0     | Grupo Siete |         | No se programó | No se programó | No se programó |

## Tercera etapa
|  | Semifinales       | Semifinales       | Semifinales       | Semifinales       |   |   | Final                     | Final                     | Final                     | Final                     |  |
|  | 11 al 18 de marzo | 11 al 18 de marzo | 11 al 18 de marzo | 11 al 18 de marzo |   |   | 26 de marzo al 8 de abril | 26 de marzo al 8 de abril | 26 de marzo al 8 de abril | 26 de marzo al 8 de abril |  |
|  |                   |                   |                   |                   |   |   |                           |                           |                           |                           |  |
|  |                   |                   |                   |                   |   |   |                           |                           |                           |                           |  |
|  | 1                 | Unión Española    | 6                 | 8                 |   |   |                           |                           |                           |                           |  |
|  | 1                 | Unión Española    | 6                 | 8                 |   |   |                           |                           |                           |                           |  |
|  | 4                 | Siete de Febrero  | 1                 | 2                 |   |   |                           |                           |                           |                           |  |
|  | 4                 | Siete de Febrero  | 1                 | 2                 |   | 1 | Unión Española            | 1                         | 1                         |                           |  |
|  |                   |                   |                   |                   |   | 1 | Unión Española            | 1                         | 1                         |                           |  |
|  |                   |                   | 3                 | Espuce            | 1 | 0 |                           |                           |                           |                           |  |
|  | 2                 | Quito             | 3                 | Espuce            | 1 | 0 | 0                         | 0                         |                           |                           |  |
|  | 2                 | Quito             |                   |                   |   |   | 0                         | 0                         |                           |                           |  |
|  | 3                 | Espuce            | 0                 | 3                 |   |   | Tercer Lugar              | Tercer Lugar              | Tercer Lugar              |                           |  |
|  | 3                 | Espuce            | 0                 | 3                 |   |   | Tercer Lugar              | Tercer Lugar              | Tercer Lugar              |                           |  |
|  |                   |                   |                   |                   |   |   |                           |                           |                           |                           |  |
|  |                   |                   |                   |                   |   |   | 2                         | Quito                     | 2                         |                           |  |
|  |                   |                   |                   |                   |   |   | 2                         | Quito                     | 2                         |                           |  |
|  |                   |                   |                   |                   |   |   | 4                         | Siete de Febrero          | 0                         |                           |  |
|  |                   |                   |                   |                   |   |   | 4                         | Siete de Febrero          | 0                         |                           |  |
|  |                   |                   |                   |                   |   |   |                           |                           |                           |                           |  |

### Semifinales
| 11 de marzo de 2017, 11:00 | Siete de Febrero | 1:6 (1-4) | Unión Española                                                           | Estadio Ventanas, Ventanas  |                             |
|                            | Avilés 20'       | Reporte   | Riera 15' · Vásquez 23' 64' · Espinoza 35' · Fajardo 37' · Lattanzio 55' | Asistencia: 95 espectadores | Asistencia: 95 espectadores |

| 18 de marzo de 2017, 11:00 | Unión Española                                                         | 8:2 (5-1) | Siete de Febrero | Estadio Fedenador, Guayaquil |                            |
|                            | Vásquez 14' · Riera 27' 41' 80' · Espinoza 39' 64' · Lattanzio 44' 59' | Reporte   | Bolaños 2' 54'   | Asistencia: 0 espectadores   | Asistencia: 0 espectadores |

| 12 de marzo de 2017, 12:00 | Espuce | 0:0     | Quito | Estadio Guayllabamba, Quito  |                              |
|                            |        | Reporte |       | Asistencia: 105 espectadores | Asistencia: 105 espectadores |

| 18 de marzo de 2017, 15:00 | Quito | 0:3 (0:0) | Espuce                          | Casa de la Selección, Quito |                             |
|                            |       | Reporte   | Real 46' · Mora 55' · Erazo 82' | Asistencia: 65 espectadores | Asistencia: 65 espectadores |

### Tercer puesto
| 8 de abril de 2017, 12:00 | Quito              | 2:0 (0:0) | Siete de Febrero | Estadio Monumental, Guayaquil |                              |
|                           | Espinoza · Caicedo | Reporte   |                  | Asistencia: 150 espectadores  | Asistencia: 150 espectadores |

### Final
| 26 de marzo de 2017, 13:00 | Espuce      | 1:1 (0:1) | Unión Española | Casa de la Selección, Quito |                             |
|                            | Sánchez 54' | Reporte   | Lattanzio 20'  | Asistencia: 57 espectadores | Asistencia: 57 espectadores |

| 8 de abril de 2017, 14:00 | Unión Española | 1:0 (0:0) | Espuce | Estadio Monumental, Guayaquil |                               |
|                           | Riera 85'      | Reporte   |        | Asistencia: 1150 espectadores | Asistencia: 1150 espectadores |

- Unión Española se coronó campeón y clasificó a la Copa Libertadores Femenina 2017 tras vencer 2-1 a Espuce en el marcador global.

### Campeón
|                                   |
| Unión Española Campeón 2.° Título |

## Estadísticas

### Máximas goleadoras
|     | Jugador            | Equipo                |    |
| --- | ------------------ | --------------------- | -- |
| 1.  | Erika Vásquez      | Unión Española        | 21 |
| 2.  | Madelin Riera      | Unión Española        | 15 |
| 3.  | Luisa Espinoza     | Unión Española        | 14 |
| 4.  | Johanna Gutiérrez  | Liga de Quito Amateur | 11 |
| 5.  | Rocío Mora         | Espuce                | 10 |
| 6.  | Angie Ponce        | Talleres Emanuel      | 10 |
| 7.  | Carina Caicedo     | Quito                 | 10 |
| 8.  | Tomasa Peña        | Siete de Febrero      | 9  |
| 9.  | Dennisse Alomía    | Quito                 | 9  |
| 10. | Ámbar Torres       | Talleres Emanuel      | 8  |
| 11  | Giannina Lattanzio | Unión Española        | 8  |